# Абдулла Ак-Кубеков

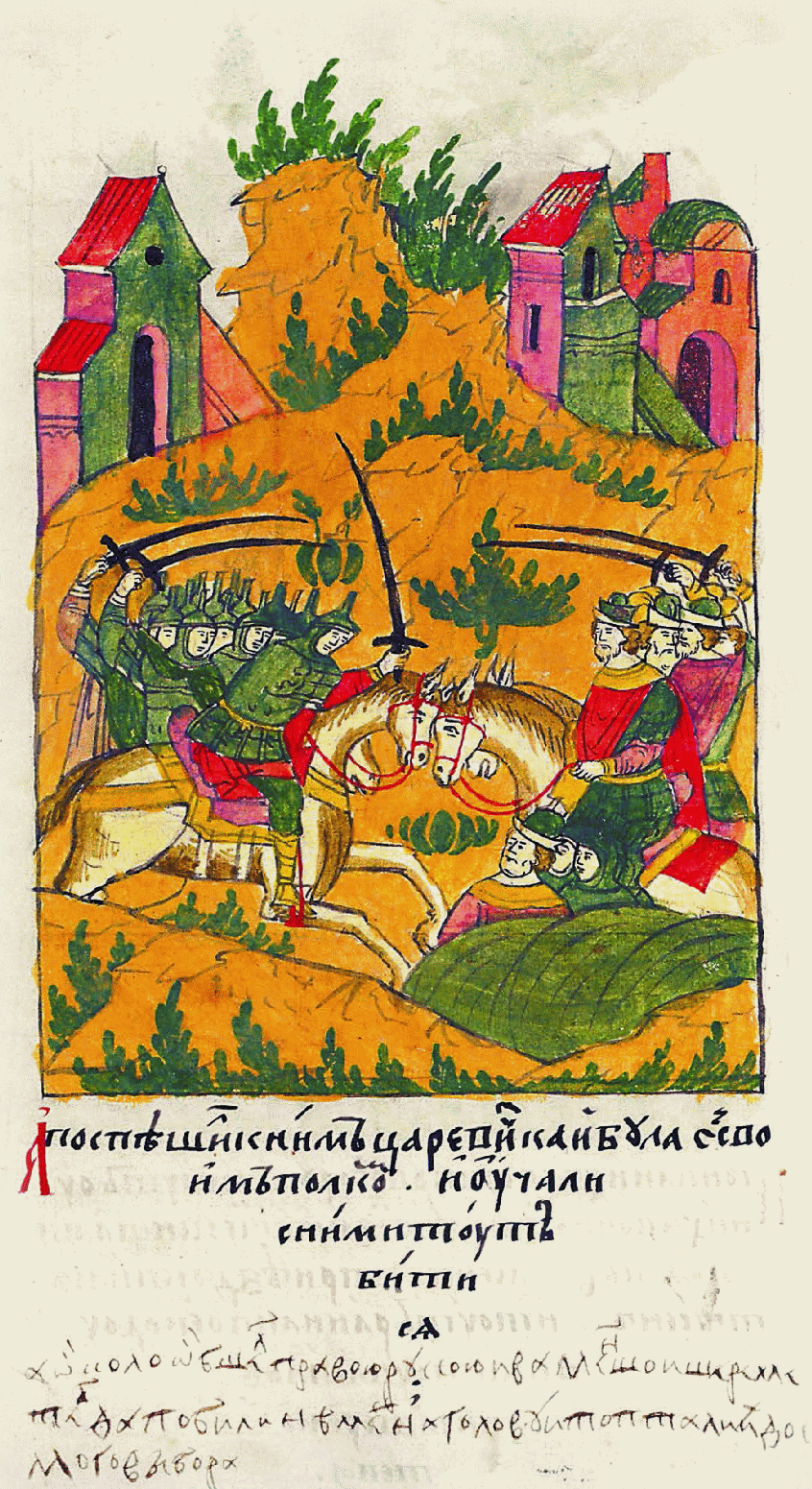
Лицевой летописный свод: «А поспешил к ним царевич Кайбула со своим полком, и начали с ним тут биться, (а вокруг обошёл полком правой руки Иван Меньшой Шереметев, да побили немцев наголову и топтали их до самого Выборга)»

Абдулла Ак-Кубеков (Кайбула, тат. Ğabdulla Aqkübek uğlı, Габдулла Аккүбек улы; 1533—1570) — астраханский царевич.
Сын астраханского хана Ак-Кубека. Родился в 1533 году.
Абдулла Ак-Кубеков базировался со своим отрядом в Касимове.
В мае 1552 г. выехал в Россию.
Царь Иван Грозный тогда же женил его на племяннице Шах-Али (дочери Джан-Али) и пожаловал ему г. Юрьев.
Умер в 1570 г.
Погребён в Касимове, в текие Шах-Али хана.

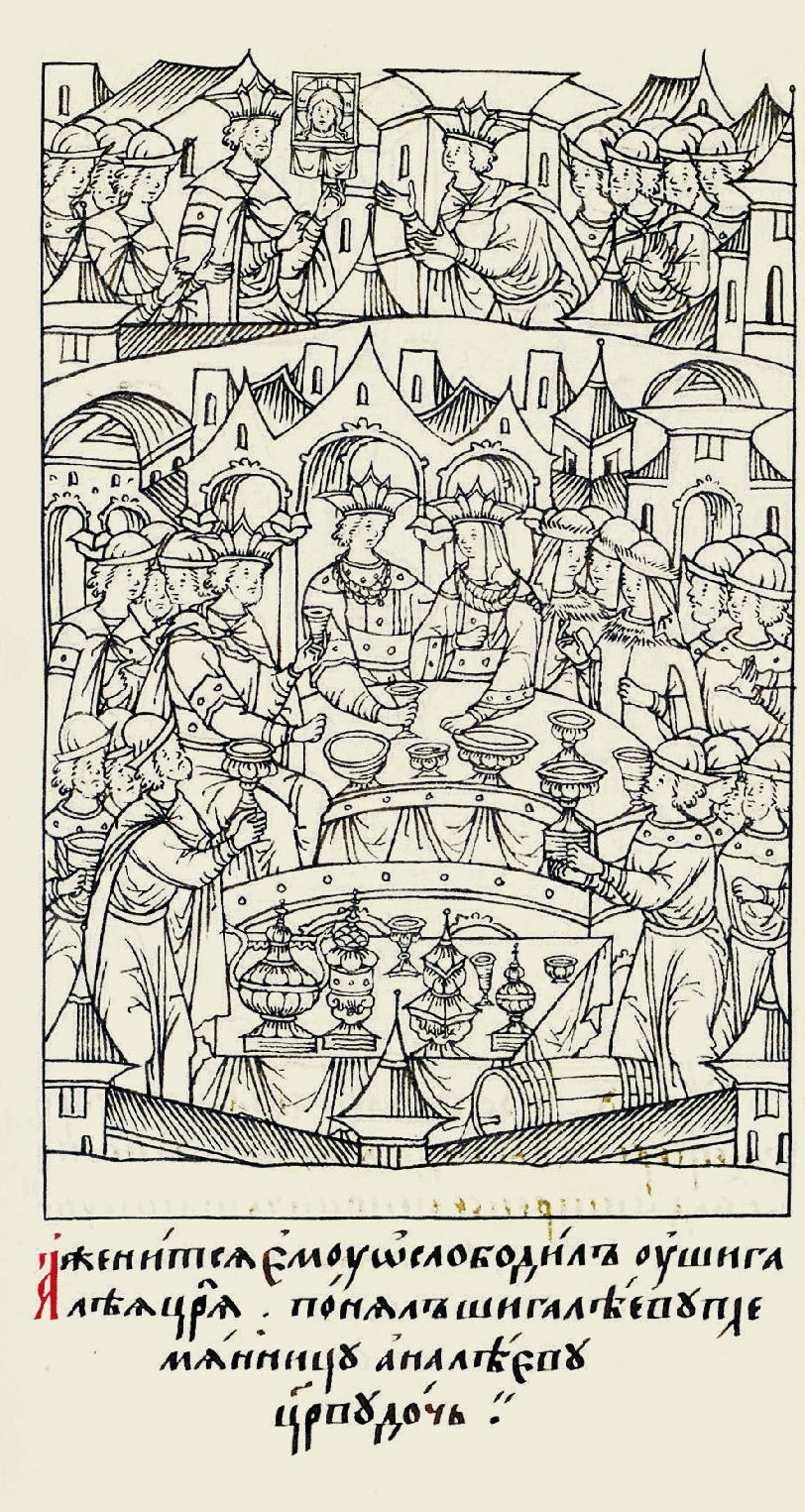
Свадьба царевича

## Сыновья («Кайбуловичи»)
- царевич Будали (Будалуй, بودا علی‎; ок. 1558 — январь 1583), погребён в Касимове в текие Шах-Али хана[1].
- Мустафа-Али (Мустафалей, مصطفى علی‎) — касимовский правитель, хан;
- царевич Арслан-Али (ارسلان علی‎) — владел Рузой;
- царевич Саин-Булат (ساین بولاط‎) Кайбулович Касимовский;
- Муртаза-Али (مرتضى علی‎, после крещ. Михаил) — владел Звенигородом.